# Adrian Lyne
Adrian Lyne (Peterborough, 4 maart 1941) is een Engelse filmregisseur en -producer.
Hij is bekend voor films met seksueel beladen karakters met zwoele, geërotiseerde sferen, waarbij hij effecten gebruikt als natuurlijk licht en rookmachines om een zachtere focus neer te zetten. Hij begon met tv-commercials.
Hij regisseerde de muziekvideo voor de titelsong van Flashdance met de naam "Maniac" van Michael Sembello. Hij ontving een nominatie van de Academy Award voor beste regisseur in 1988 voor Fatal Attraction.

## Filmografie
Als regisseur:
- Foxes (1980)
- Flashdance (1983)
- 9½ Weeks (1986)
- Fatal Attraction (1987)
- Jacob's Ladder (1990)
- Indecent Proposal (1993)
- Lolita (1997)
- Unfaithful (2002) (ook producent)
- Two Minutes to Midnight (2007)
- Deep Water (2022)

- Biblioteca Nacional de España: XX1306067
- Bibliothèque nationale de France: cb139485488 (data)
- CiNii: DA13585337
- Gemeinsame Normdatei: 123069386
- International Standard Name Identifier: 0000 0001 1442 3467
- Library of Congress Control Number: n97842479
- Nationale Bibliotheek van Tsjechië: pna2006327248
- Nationale Bibliotheek van Israël: 987007423602405171
- Nederlandse Thesaurus van Auteursnamen: 071343237
- Istituto Centrale per il Catalogo Unico: UBOV041111
- SNAC: w6s18tdn
- Système universitaire de documentation: 081479158
- Virtual International Authority File: 39567539
- WorldCat: E39PBJcwCX8RVhfcPBkHCbwQv3